# Glitnir

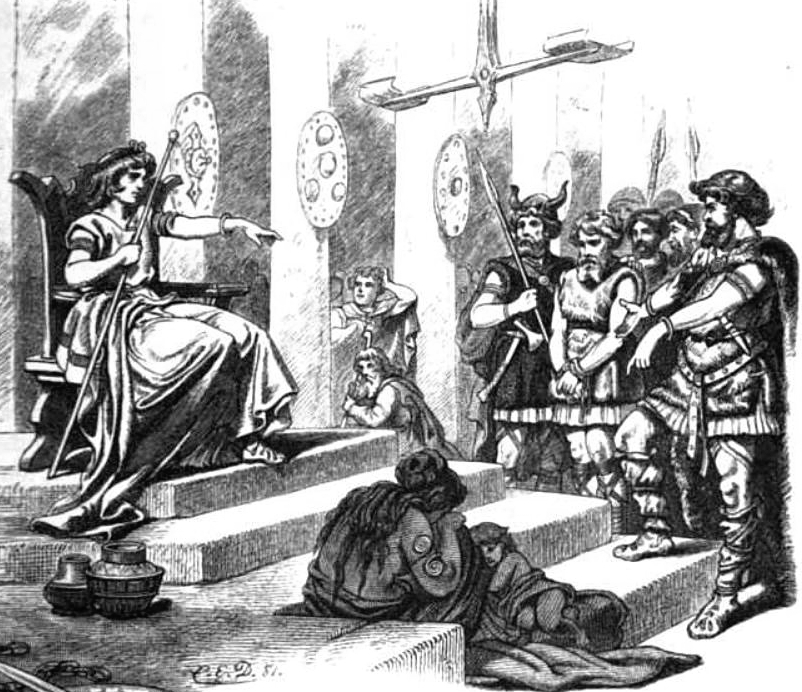
Forseti in Glitnir.

Glitnir ("brillante") es el hogar de Forseti, dios de la justicia, y la sede de la justicia entre los Æsir en la mitología nórdica. Glitnir es un simbolismo de la importancia de la discusión más que la violencia como manera de solucionar conflictos dentro de la tradición nórdica. Tiene un techo plateado y dorados pilares.
| Glitnir heitir salr, hann er gulli studdr ok silfri þakðr it sama; en þar Forseti byggvir flestan dag ok svæfir allar sakar. | Un palacio es llamado Glitner, En pilares de oro levantado, Y techado con plata. Allí mora Forseti Durante todo el tiempo, Y adormece todos los pleitos. |
| Gylfaginning, capítulo 32, Edda prosaica                                                                                     | |